# 足球支持者协会
足球支持者协会（英語：Football Supporters' Association，简称The FSA）是英格兰和威尔士足球球迷的全国性民主代表机构。该组织亦是球迷所有权、更好的球迷互动、低价球票、比赛站立选择权（安全站立）、球迷权利保护、良好治理、球迷多样性及覆盖男女足球比赛的所有类型的球迷权利的主要倡导者。
足球支持者协会的现任主席是汤姆·格雷特雷克斯，副主席是克里斯·保罗斯，两人都是英格蘭足球總會理事会的球迷代表。 

## 成立和会员资格
该组织由两大足球支持者组织足球支持者联合会和Supporters Direct于2018年11月22日合并而成。 新组织的名称于2019年6月6日公布。 
足球支持者协会代表着超过50万名会员，包括个人球迷与来自英格兰足球联赛系统各球队的300多个附属和关联球迷组织。其会员资格对所有球迷免费开放，前提是他们支持多元化、反对歧视、拒绝暴力，并推动构建所有足球支持者之间公平竞争和友好相处的积极文化。